# Ksawery Buczkowski
Ksawery Buczkowski (ur. 15 listopada 1898 w Mikołajowie, zm. ?) – polski żołnierz legionista.

## Życiorys
Był synem Jana. Przed 1914 był uczniem stolarskim. Po wybuchu I wojny światowej wstąpił do Legionów Polskich. Służył w 3 pułku piechoty w składzie II Brygady.
W latach 30. II Rzeczypospolitej pełnił funkcję prezesa oddziału Związku Legionistów Polskich w Drohobyczu.
Został zamordowany przez Ukraińców w Drohobyczu.

## Ordery i odznaczenia
- Krzyż Niepodległości (1932)[3]
- Krzyż Walecznych[4]
- Srebrny Krzyż Zasługi (1938)[5]
- Srebrny Medal Waleczności – Austro-Węgry (1917)[6]